# Storblommigt nattljus
Storblommigt nattljus (Oenothera macrocarpa) är en dunörtsväxtart. Storblommigt nattljus ingår i släktet nattljussläktet, och familjen dunörtsväxter.

## Underarter
Arten delas in i följande underarter:
- O. m. fremontii
- O. m. incana
- O. m. macrocarpa
- O. m. mexicana
- O. m. oklahomensis

## Bildgalleri

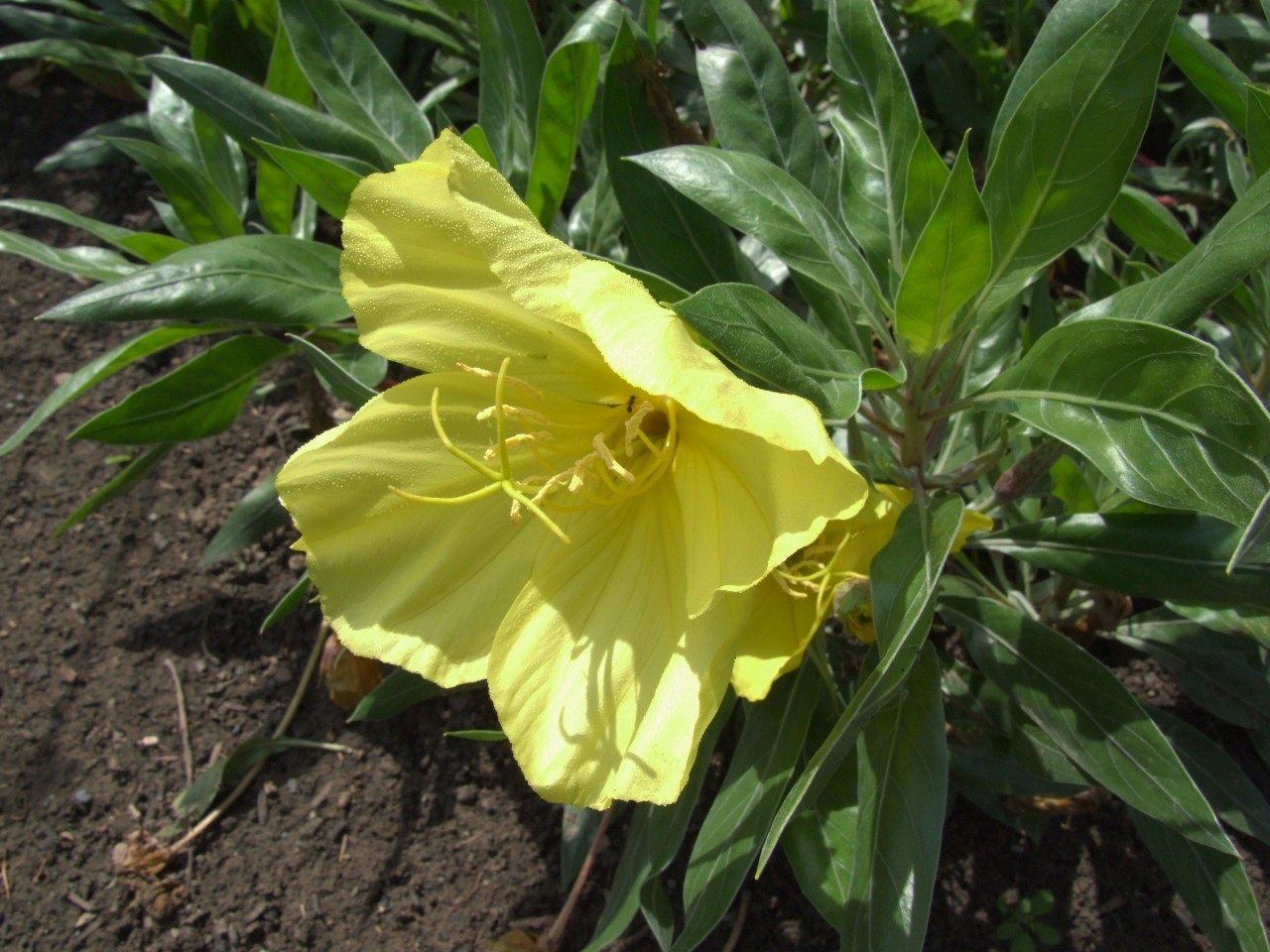
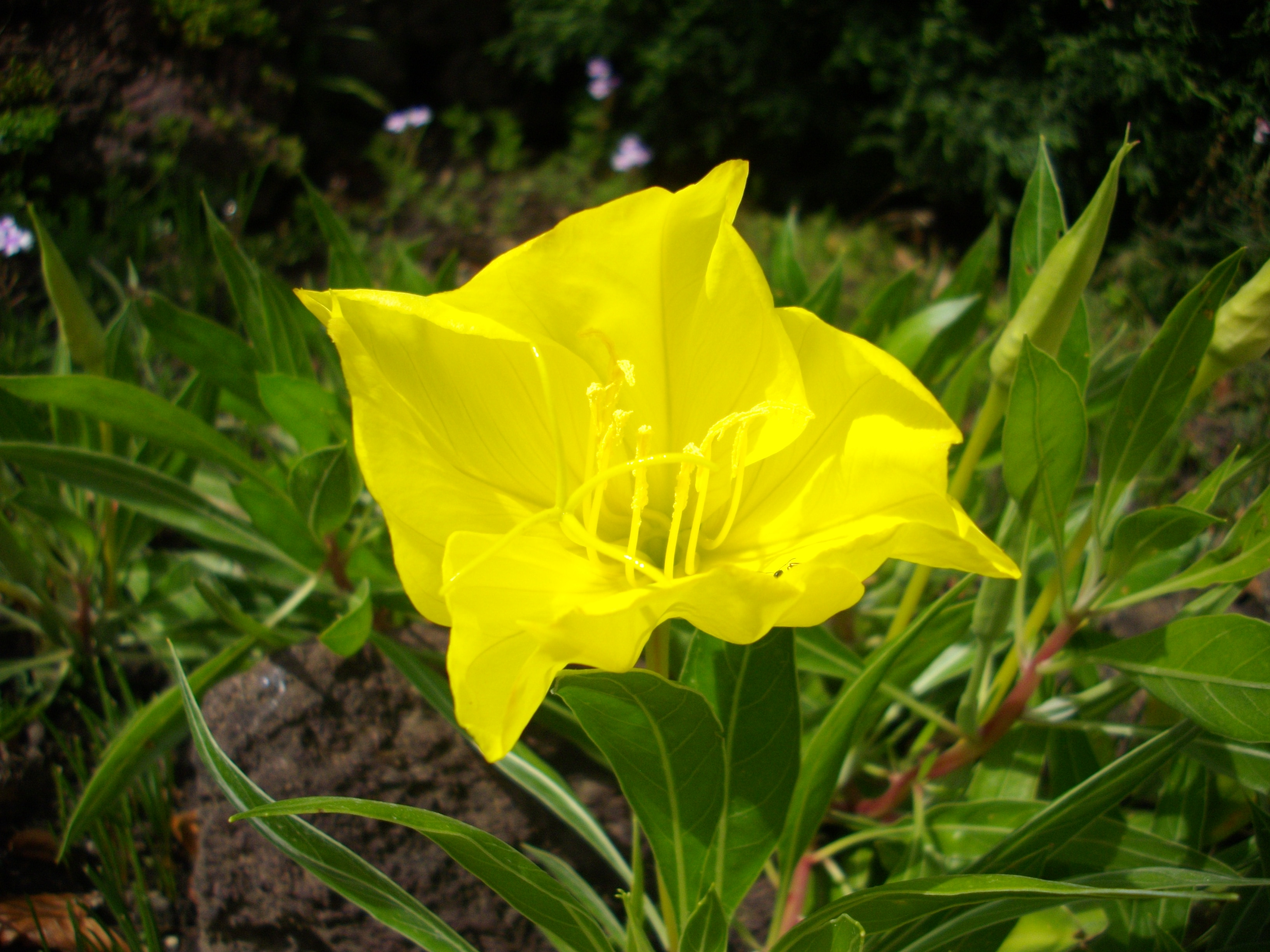
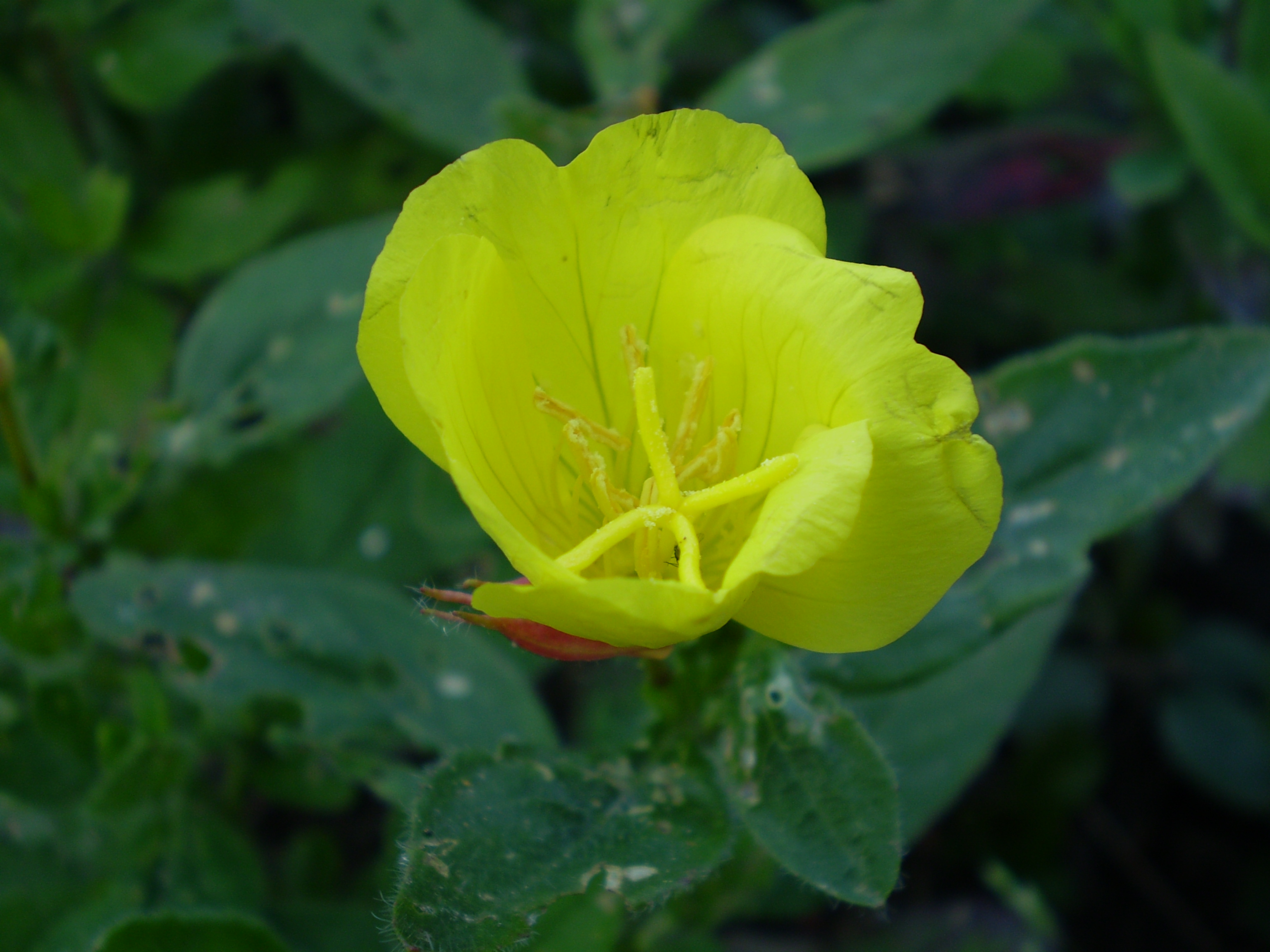
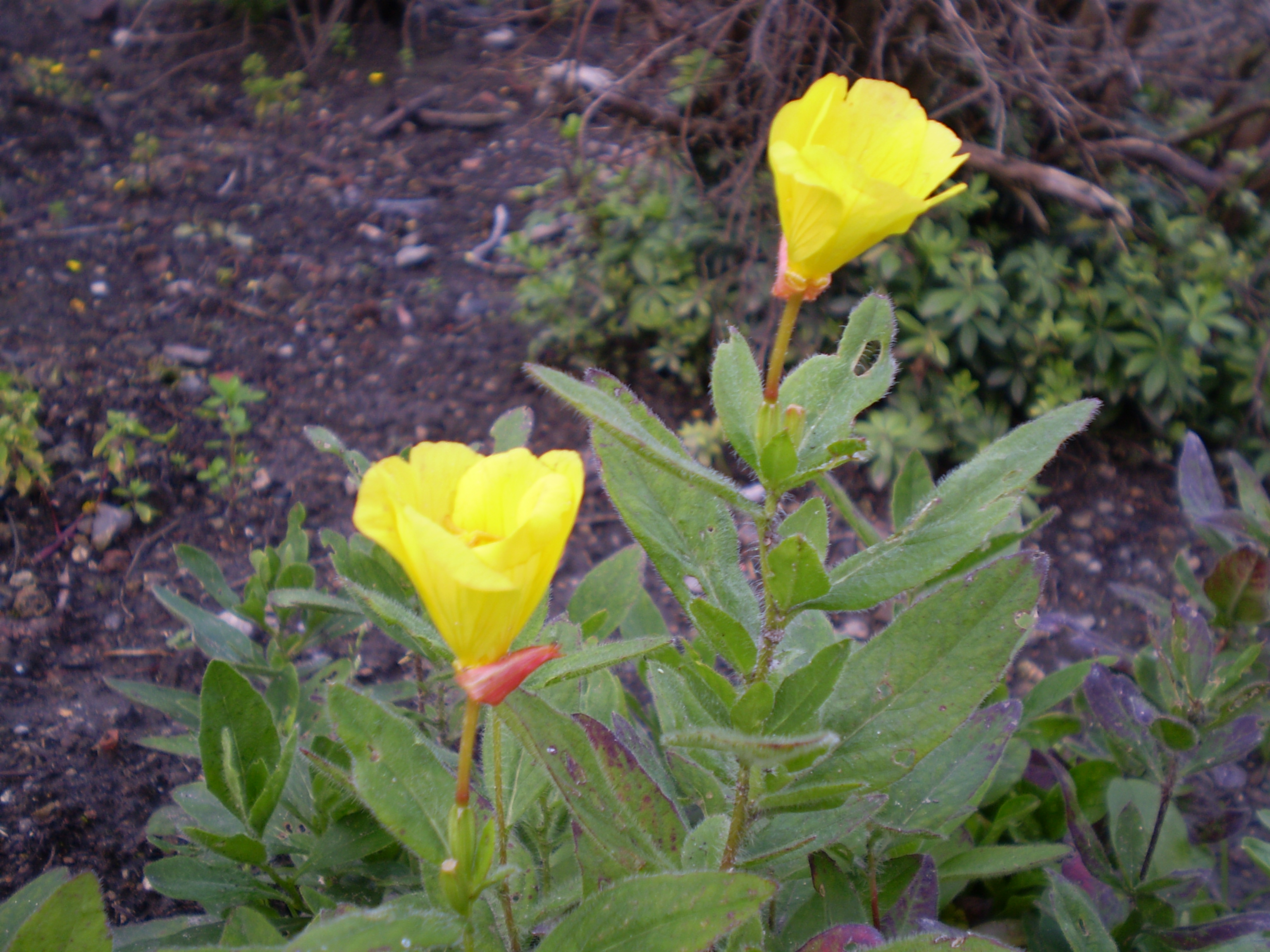
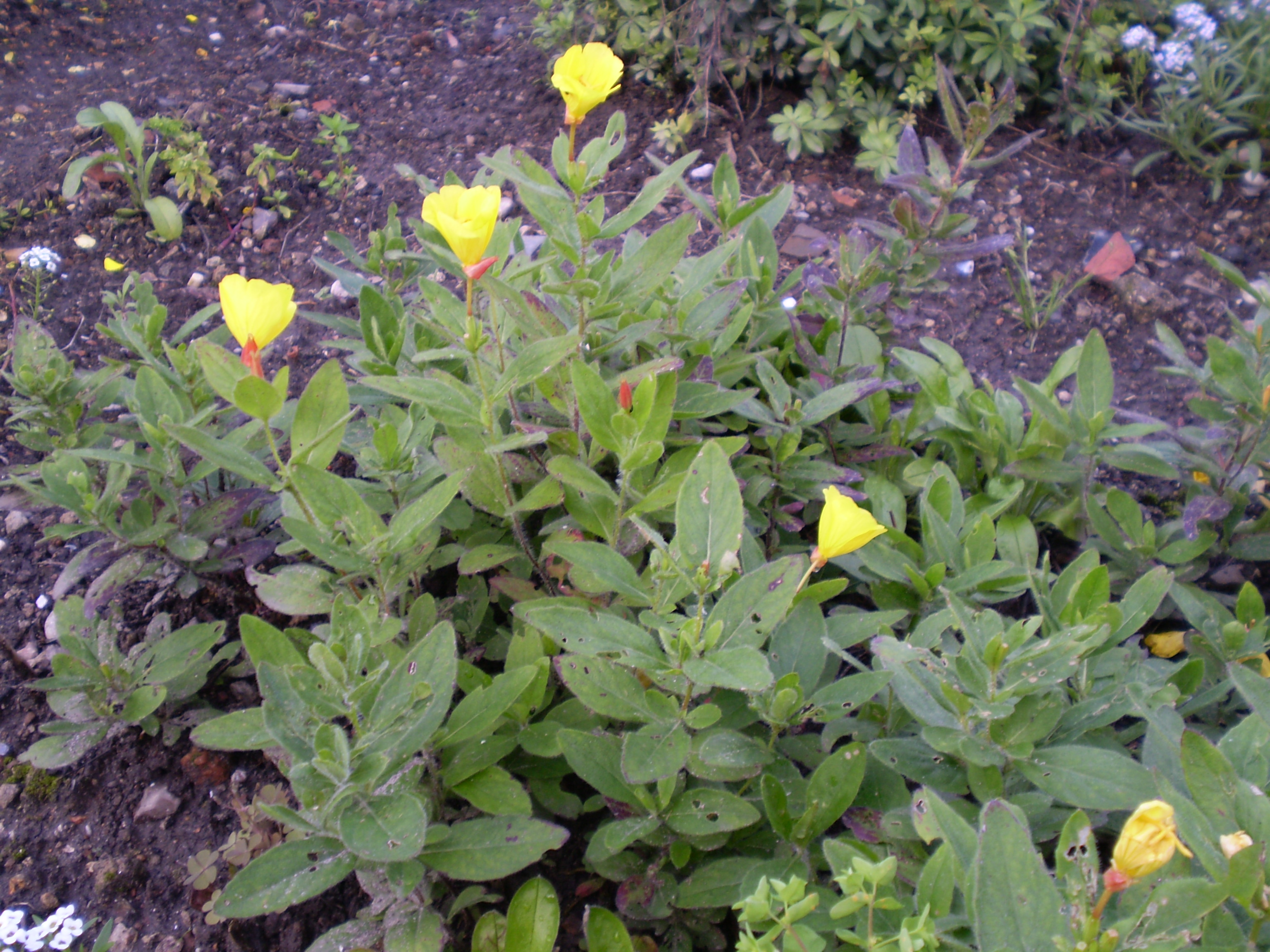